# Pachybrachis testaceus
Pachybrachis testaceus is een keversoort uit de familie bladkevers (Chrysomelidae). De wetenschappelijke naam van de soort werd in 1865 gepubliceerd door Jean Pierre Omer Anne Édouard Perris.